# Lahn (Schiff, 1888)
Die Lahn war ein Passagierschiff des Norddeutschen Lloyd mit 5097 BRT, der als Schnelldampfer eingesetzt wurde.

## Geschichte
Die Lahn wurde 1887 von der Werft Fairfield Shipbuilders im schottischen Glasgow am Fluss Clyde für den Norddeutschen Lloyd (NDL) in Bremen gebaut und von der Reederei der Flüsse-Klasse zugeordnet. Es war der letzte Schnelldampfer, den der NDL im Vereinigten Königreich bauen ließ. Die Lahn war mit einer 5-Zylinder-Verbunddampfmaschine mit dreifacher Dampfdehnung ausrüstet und lief mit der indizierten Leistung von 9000 PS bis zu 19,5 kn schnell, wobei 18 kn als reguläre Diensthöchstgeschwindigkeit gefahren wurden. Das Schiff war auf eine Zuladung von 2660 t ausgelegt und bot 224 Passagieren der I. Klasse, 104 der II. Klasse und 600 Zwischendeckspassagieren sowie 206 Besatzungsangehörigen Platz.

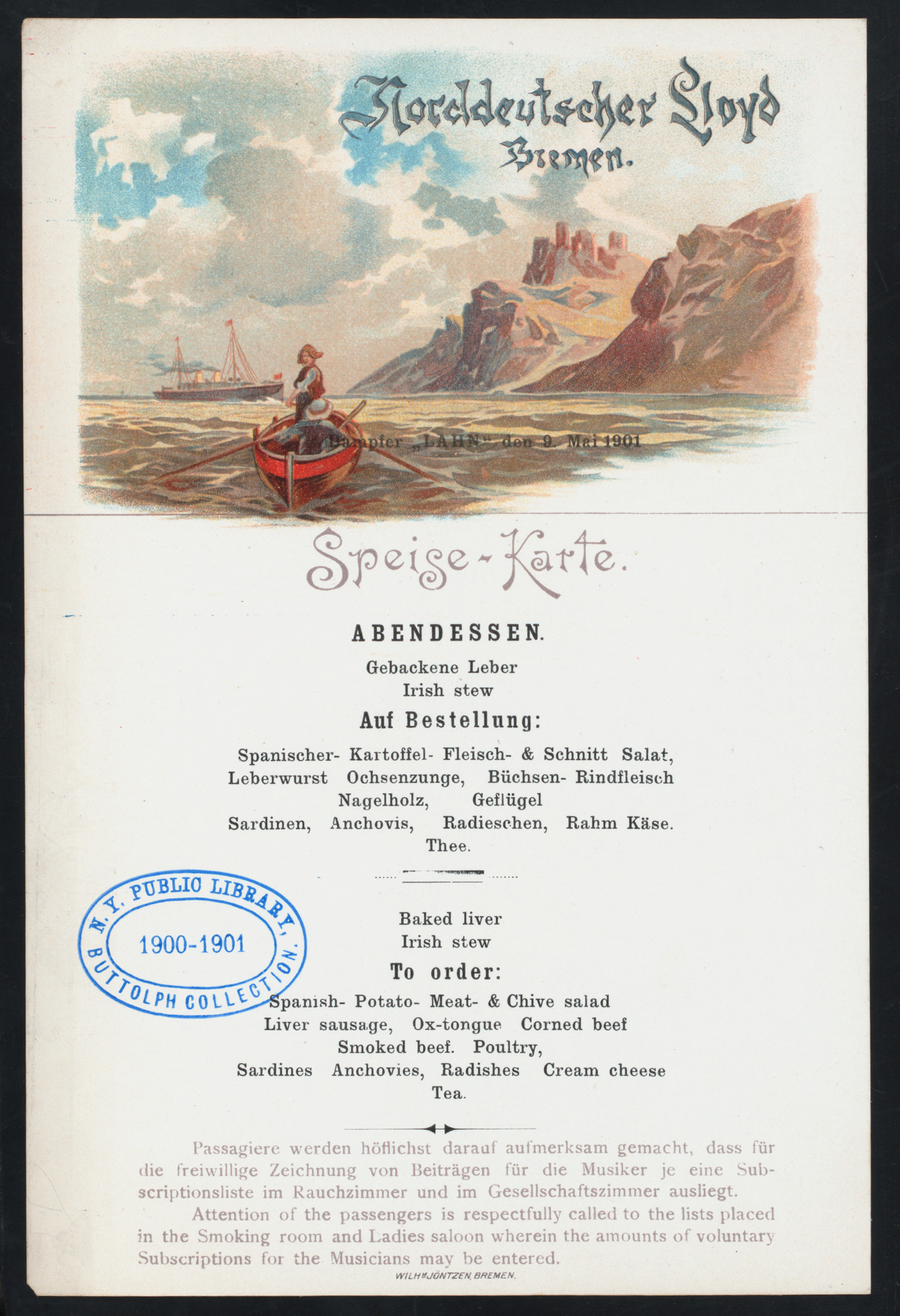
Speisekarte mit Bild der Lahn

Das Schiff lief am 7. September 1887 in Glasgow vom Stapel und wurde zwei Monate später an den NDL übergeben und nach Bremerhaven überführt, wo der Innenausbau fertiggestellt wurde. Am 30. Januar 1888 nahm der NDL die Lahn in Dienst, zwei Tage später begann die Jungfernfahrt von Bremerhaven nach New York City.
1896 erfuhr der Schnelldampfer einen Umbau, bei dem der zweite und dritte Mast entfernt sowie die beiden Schornsteine erhöht wurden. Die Lahn war ab dem Umbau mit 5383 BRT vermessen. Am 13. November 1901 startete die erste Reise des umgebauten Schiffs von Genua aus nach New York.
1904 verkaufte der NDL die Lahn an die Kaiserlich Russische Marine. Der Technische Betrieb des NDL baute sie dafür zu einem Fesselballonträger für die Feindaufklärung auf See um. Die deutsche Besatzung überführte das Schiff nach Libau und es erhielt den Namen Russ. Im Russisch-Japanischen Krieg (1904–1905) begleitete die Russ das Zweite Pazifische Geschwader (zuvor Baltische Flotte) der russischen Flotte lediglich bis an die Nordsee. Sie kehrte noch vor dem Doggerbank-Zwischenfall Ende Oktober 1904 wegen Maschinenschadens wieder nach Kronstadt zurück. Im November 1906 wurde die Russ außer Dienst gestellt und im Folgejahr in Deutschland abgewrackt.